# San Juan de Sabinas
San Juan de Sabinas là một đô thị thuộc bang Coahuila, México. Năm 2005, dân số của đô thị này là 40115 người.